# 玉厨子山
玉厨子山（たまずしやま）は、徳島県海部郡美波町にある山。標高540m。

## 地理
美波町の西部に位置し、宝珠形をした山容は、昔より海上交通の目印として知られている。地元では「たまずしさん」と呼ばれる。
山頂部南西には砂岩の露出した断崖があり、薬王寺の奥の院である泰仙寺（玉厨子庵）は、南面の中腹にある。